# Пилєв Олександр Павлович

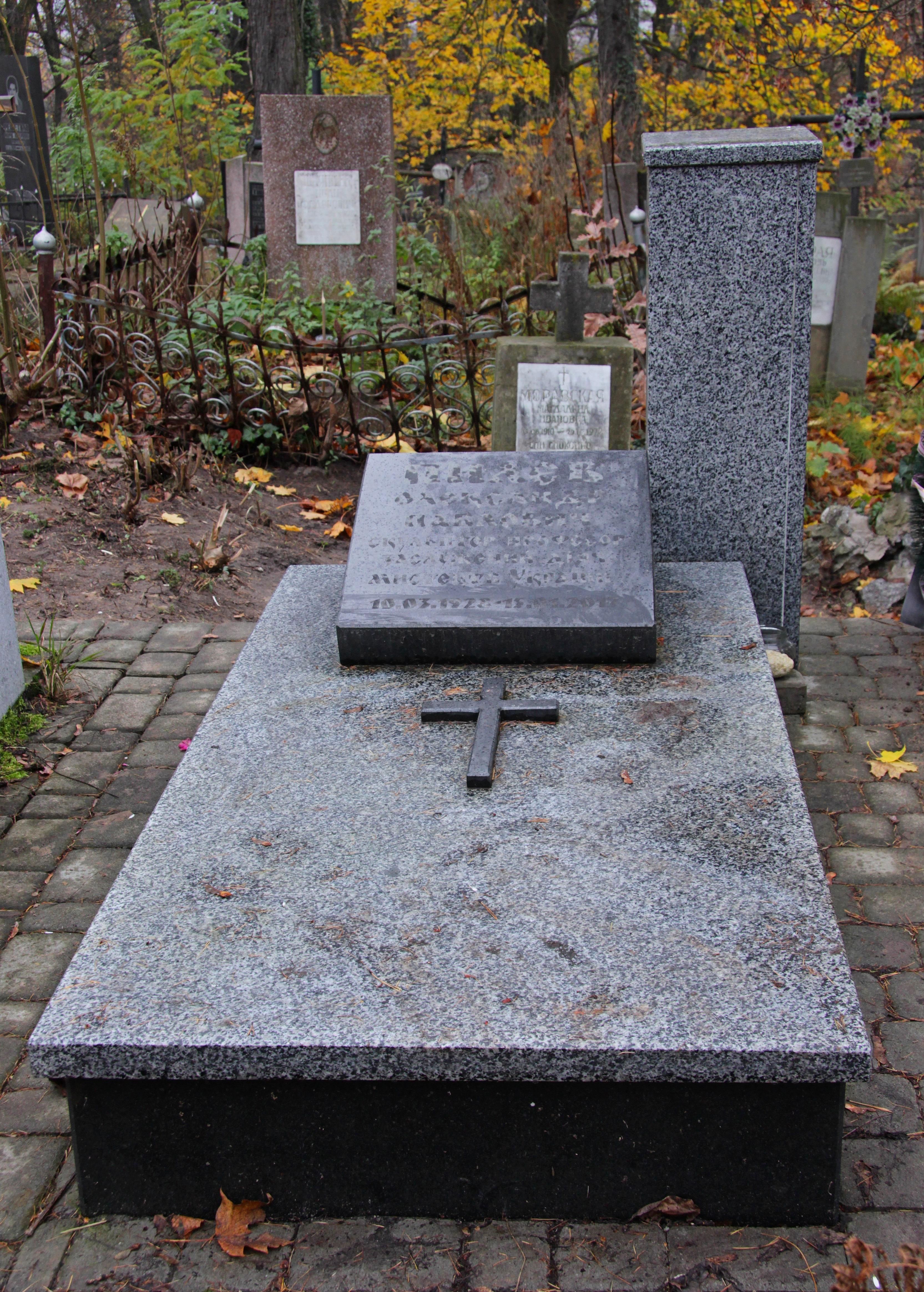

Олекса́ндр Па́влович Пи́лєв  (* 10 березня 1928, Пилівка, Охтирського району Сумської області — 15 січня 2017, м. Львів) — український скульптор, заслужений діяч мистецтв УРСР (1980), нагороджений медалями.

## Життєпис
Закінчив 1953 року Львівський інститут прикладного мистецтва — викладачі І. Севера, та професор Г. Леонов.
З 1957 року брав участь у республіканських виставках.
В 1960-х роках започаткував скульптурну серію по видатних композиторів та музикантів, зокрема А. Кос-Анатольського, Ф. Ліста, Ф. Шопена, П. Чайковського.
Член НСХУ з 1961. Працював в інституті викладачем з 1979 року.
Помер у Львові, похований на 46 полі Личаківського цвинтаря.
Твори:
- Композиція «Іскрівець», 1957.
- Портрет А. Кос-Анатольського. 1961, дерево, 100×55×55.[1]
- «П. Чайковський», 1961.
- «Чумак в дорозі». 1961, співавтор Аїда Охріменко.[2]
- Композиція «Гайдамаки», 1964.
- Пам'ятник Зої Космодем'янській у Бродах (1966).[3]
- «Соняшник». 1967, кована мідь, 56×30×37.[1]
- Портрет Фридерика Шопена. 1967, камінь, 100×60×50.[1]
- Володимир Ленін. 1969, кована мідь, 250×98×72.[1]
- Ярослав Галан. 1969, тонований гіпс, 137×45×30, Музей Ярослава Галана у Львові.[4]
- «Молодий Інженер». 1970, кована мідь, 45×25×25.[1]
- Пам'ятник Ярославу Галану у Львові, 1972. Співавтори — Валентин Усов, Аїда Охріменко, архітектор Володимир Блюсюк.
- Пам'ятники односельчанам, загиблим у Другій світовій війні в селах Вербиця Жидачівського району (1969)[5], Тадані (1972).[6]
- Пам'ятник «Слава праці» в місті Шостка, 1974, співавтор Валентин Усов.[7]
- Пам'ятник Миколі Щорсу в селі Соколівка Буського району (1974).[8]
- Пам'ятник Володимирові Леніну у Великих Мостах (1975, архітектор Андрій Шуляр[9], є також версія про 1974 рік[10]).
- Портрет Героя Соціалістичної Праці А. Буракова. 1975, тонований гіпс, 69×36×40.[11]
- Маршал Г. К. Жуков. 1977, бронза, 97×32×24.[12]
- Портрет композитора Ференца Ліста. 1977, тонований гіпс, 77×64×72.[13] Також 1978, бронза, 70×60×65.[4]
- Володимир Ленін. 1979, бронза, 90×32×24.[4]
- Пам'ятник Григорію Котовському у смт Красне Буського району, 1980, архітектор Анатолій Консулов.[14]
- Портрет маршала І. С. Конєва. 1982, тонований гіпс, 107×35×26.[15]
- Пам'ятник композитору Віктору Матюку, Федорівці, Сокальський район.
- Пам'ятник Данилу Галицькому (Галич), спільно зі скульптором В. Подольським архітектором О. Чамарою, 1998.[16]
- Декоративні композиції при в'їзді до села Світлого у Молдові. Кована мідь, співавтор скульптор Михайло Лозинський, архітектор О. Смуріков.[17]

Загалом створив понад сто жанрових композицій, меморіальних знаків, оригінальних скульптурних портретів, пам'ятників і монументів, творів садово-паркової пластики.